# 劉振立
劉 振立（りゅう しんりつ、1964年8月 - ）は、河北省欒城区出身、1983年9月入隊、1984年4月中国共産党入党。党中央軍事委員会委員、国家中央軍事委員会委員、中国共産党中央委員会委員、中央軍委連合参謀部（合同参謀部）参謀長。階級は上将である。

## 略歴
1964年8月、河北省欒城县で生まれる。1983年9月、中国人民解放軍に入隊。
公式報道によると、劉振立は1986年から1987年にかけて中越国境紛争に参加し、中隊を率いて敵の最前線で1年余り守り、計36回敵の攻撃を撃退し、最小限の代価で最後の勝利と引き換えに、戦後は1等の戦功を立て、その後は2等の功を1回、3等の功を3回立てた。
その後、士官学校生徒、小隊長、副中隊長、中隊長、副大隊職参謀、大隊長、副処長、処長、旅団参謀長、軍砲兵指揮部主任、第38集団軍第112機械化歩兵師団師団長を歴任した。
2009年12月-2012年1月、北京軍区第65集団軍参謀長。
2012年2月~2014年2月、北京軍区第65集団軍軍長。
2014年2月-2015年7月、中国人民解放軍北京軍区38集団軍軍長。
2015年7月-2015年12月、中国人民武装警察部隊参謀長。
2015年12月、中国人民解放軍陸軍参謀長。
2021年7月、陸軍司令員、同時に上将に昇進。
2022年10月、党中央軍事委員会委員。
2023年3月、国家中央軍事委員会委員、中央軍委連合参謀部参謀長。